# Madeleine Charnier
Madeleine Charnier (née le 15 juin 1919 à Lille en France et morte le 9 juillet 2002 à Nice) est une zoologiste française.

## Biographie
Madeleine Charnier est titulaire d’une Licence de Sciences obtenue vers 1935 à la faculté des Sciences de Paris. Elle arrive en Afrique fin 1945 pour y rejoindre son frère : d’abord à Kaolack au Sénégal, puis à Cotonou au Dahomey (maintenant la République du Bénin), puis de nouveau au Sénégal à Dakar en 1949 ou 1950. Elle a divorcé en 1953 et a d'abord été embauchée à la bibliothèque universitaire.
À partir de 1955, elle a travaillé à la faculté de médecine en parasitologie et a passé des certificats de coprologie et d'hématologie. Elle y publie un premier article scientifique sur l’Agame commun ou Margouillat qui deviendra l'espèce de prédilection pour sa recherche pendant les 10 années suivantes (Charnier et Dutarte 1956). C’est le seul article qu’elle aura fait en collaboration durant son travail en Afrique. Le coauteur, J.-P. Dutarte est un médecin qui travaillait sur la tuberculose urinaire.
En 1958, elle quitte la Faculté de Médecine pour la Faculté des Sciences de Dakar. Elle a complété sa formation en Sciences pour intégrer le service de Zoologie du Professeur C. Boisson, spécialiste de protozoaires ciliés et opalines. Elle y côtoie aussi Claudine et  Xavier Mattei qui travaillent sur la morphologie des spermatozoïdes. Elle est nommée maître-assistant. C’est à cette période qu’elle publiera cinq articles sur le développement embryonnaire d’Agama agama (Charnier 1963;1965;1966b;a;1967), dont celui sur la sensibilité de la détermination du sexe à la température chez cette espèce en 1966. Cet article a été cité plus de 150 fois depuis sa parution ce qui en fait un des articles de zoologie publiés dans les années 1960 le plus cité.
Elle a quitté le Sénégal en 1968, l'université de Dakar ayant remercié une partie des enseignants à la suite de l'indépendance. Elle abandonne ses travaux sur l'Agame qui constituaient son sujet de thèse qu'elle ne soutiendra finalement pas. Une fois à Nice, elle a travaillé dans le groupe du professeur Jean Cachon à Villefranche-sur-Mer. Elle publiera encore un article scientifique sur la morphologie ultrastructurale d’un parasite de siphonophore (Cachon et al. 1972).
Madeleine Charnier a pris sa retraite en 1984 à Nice et est décédée en juillet 2002 ; elle venait d'avoir 83 ans.
Le travail de Madeleine Charnier sur la sensibilité de la détermination du sexe à la température a ouvert la porte à de très nombreux travaux sur ce sujet qui ont des implications à la fois en biologie du développement, évolution et écologie.

## Source
Mme Annie Brun, fille de Madeleine Charnier, a fourni certains des renseignements présentés ici.